# Верхній Волок
Верхній Волок (рос. Верхний Волок) — присілок в Сухиницькому районі Калузької області Російської Федерації.
Населення становить 28 осіб. Входить до складу муніципального утворення Село Дабужа.

## Історія
Від 2004 року входить до складу муніципального утворення Село Дабужа

## Населення
| 2002 | 2010 |
| ---- | ---- |
| 44   | ↘28  |